# Villiers-Saint-Benoît
Pour les articles homonymes, voir Villiers.
Villiers-Saint-Benoît est une commune française située dans le département de l'Yonne en région Bourgogne-Franche-Comté.

## Géographie
La commune est située en Puisaye dans la vallée de l'Ouanne, sur la RD 950 de Charny à Toucy.

### Hydrographie
Le territoire de Villiers-Saint-Benoît est arrosé par trois cours d'eau et comprend cinq étangs de plus de 0,5 ha. Il inclut également une rivière souterraine et son affluent, avec leur confluence souterraine accessible (en approche spéléologique).
L'Ouanne arrose Villiers-Saint-Benoît en traversant la commune dans la plus petite largeur de cette dernière, soit 3,8 km de cours d'eau. Si l'on rajoute les multiples bras, biefs et autres canaux nombreux aux alentours de Villiers, la longueur totale de l'Ouanne passant sur la commune est d'environ 6 km.
Le ru de Riot, affluent de l'Ouanne venant de la commune de Dracy, entre sur Villiers-Saint-Benoît près des Pommiers Doux au sud du bourg et y coule sur 2 km avant de se jeter dans l'Ouanne à Villiers-Saint-Benoît.
Le Vrin prend source dans un étang d'environ 2 ha situé à l'est de la commune, partagé avec la commune de Merry-la-Vallée qui en a 40 ares (le Vrin lui-même s'écoule sur Merry-la-Vallée). Un autre étang de 1,5 ha se trouve à 400 m au nord-ouest de ce premier étang.
Un affluent du Vrin prend source dans le bois Brûlé dans l'est de la commune (forêt de Merry-Vaux, sur la D 22 vers Merry-la-Vallée), et coule sur le territoire de Villiers-Saint-Benoît pendant 2,9 km avant de passer sur celui de Saint-Aubin-Châteauneuf. Il alimente deux étangs sur Villiers-Saint-Benoît : l'étang de la Ragonnière (environ 80 ares) et l'étang des Moineries (environ 1,6 ha).
L'étang de la Rainerie, en limite de communes avec Sommecaise au nord, fait environ 1/2 ha.
La rivière souterraine des Usages coule sous la commune, avec un puits d'accès de 37 m de profondeur aux Petits Usages vers Tannerre, au fond duquel coule un petit affluent de 110 m de longueur accessible — en approche spéléologique. La rivière elle-même est accessible sur 404 m, toujours en approche spéléologique, sur plus de 25 m estimés. Une de ses particularités est la possibilité d'accéder à la confluence d'une rivière souterraine avec l'un de ses affluents, ici à 80 m en aval du puits indiqué.

### Lieux-dits et écarts
Les lieux-dits suivis d'une astérisque sont situés à l'écart de la route indiquée.
B
- La Belle Idée*,        Rte de Toucy (D 950)
- Les Bergers*,          Rte de Tannerre (D 132)
- Les Bindeux*,          Rte de Tannerre (D 132)
- Le Bréau, château       Rte de Toucy (D 950)
- Buisson Seigneur*,     Rte de Tannerre (D 132)
- Le Buisson Saint-Vrain, Rte de Tannerre (D 132)

C
- Le Champ des Crots*,   Rte de Tannerre (D 132)
- La Chardonnière*,      Rte de Toucy (D 950)
- Les Charriers*,        Rte de Tannerre (D 132)
- Les Chiots*,           Rte de Saint-Aubin (D 99)
- Les Claviers,          Rte de Saint-Aubin (D 99)
- Les Crots,             Rte de Sommecaise

D
- La Dévernerie,         Rte de Tannerre (D 132)
- Les Droins*,           Rte de Tannerre (D 132)
- Les Duprés*,           Rte de Saint-Aubin (D 99)

F
- Le Fourneau Boulat*,   Rte de Toucy (D 950)

G
- La Grenouillère,       Rte de Saint-Aubin (D 99)

H
- La Haie*,              Rte de Toucy (D 950)
- Heurtebise du Bas,     Rte de Heurtebise

L
- Les Landes*,           Rte de Tannerre (D 132)

O
- L'Ouche Adam,          Rte de Mézilles (D 99)

P
- Les Patouillats*,      Rte de Toucy (D 950)
- Les Petits*,           Rte de Toucy (D 950)
- La Plesse,             Rte de Tannerre (D 132)
- Les Pommiers Doux,     Rte de Mézilles (D 99)

R
- La Ragonnière*,        Rte de Tannerre (D 132)
- Les Ragons*,           Rte de Tannerre par la D 22
- La Rainerie*,          Rte de
- Les Rognotteries,      Rte de Mézilles (D 99)
- La Petite Ronce*,      Rte de Toucy (D 950)

S
- Les Savins*,           Rte de Tannerre (D 132)

T
- Les Tricotets,         Rte de Tannerre (D 132)
- La Tuilerie,           Rte de Sommecaise

U
- Les Usages,            Rte de Tannerre par la D 22
- Les Petits Usages,     Rte de Tannerre par la D 22

V
- Vauverlin,             Rte de Mézilles (D 99)
- Villot*,               Rte de Heurtebise
- La Villotte*,          Rte de Toucy (D 950)

### Climat
Pour des articles plus généraux, voir Climat de la Bourgogne-Franche-Comté et Climat de l'Yonne.
En 2010, le climat de la commune est de type climat océanique dégradé des plaines du Centre et du Nord, selon une étude du Centre national de la recherche scientifique s'appuyant sur une série de données couvrant la période 1971-2000. En 2020, Météo-France publie une typologie des climats de la France métropolitaine dans laquelle la commune est exposée à un climat océanique altéré et est dans la région climatique Centre et contreforts nord du Massif Central, caractérisée par un air sec en été et un bon ensoleillement.
Pour la période 1971-2000, la température annuelle moyenne est de 10,8 °C, avec une amplitude thermique annuelle de 15,6 °C. Le cumul annuel moyen de précipitations est de 763 mm, avec 12 jours de précipitations en janvier et 7,7 jours en juillet. Pour la période 1991-2020, la température moyenne annuelle observée sur la station météorologique de Météo-France la plus proche, « Grandchamp_sapc », sur la commune de Charny Orée de Puisaye à 14 km à vol d'oiseau, est de 11,3 °C et le cumul annuel moyen de précipitations est de 758,6 mm. 
La température maximale relevée sur cette station est de 41,1 °C, atteinte le 25 juillet 2019 ; la température minimale est de −24 °C, atteinte le 9 janvier 1985,,.
Les paramètres climatiques de la commune ont été estimés pour le milieu du siècle (2041-2070) selon différents scénarios d'émission de gaz à effet de serre à partir des nouvelles projections climatiques de référence DRIAS-2020. Ils sont consultables sur un site dédié publié par Météo-France en novembre 2022.

## Urbanisme

### Typologie
Au 1er janvier 2024, Villiers-Saint-Benoît est catégorisée commune rurale à habitat très dispersé, selon la nouvelle grille communale de densité à sept niveaux définie par l'Insee en 2022.
Elle est située hors unité urbaine. Par ailleurs la commune fait partie de l'aire d'attraction d'Auxerre, dont elle est une commune de la couronne,. Cette aire, qui regroupe 104 communes, est catégorisée dans les aires de 50 000 à moins de 200 000 habitants,.

### Occupation des sols
L'occupation des sols de la commune, telle qu'elle ressort de la base de données européenne d’occupation biophysique des sols Corine Land Cover (CLC), est marquée par l'importance des forêts et milieux semi-naturels (58 % en 2018), une proportion sensiblement équivalente à celle de 1990 (58,2 %). La répartition détaillée en 2018 est la suivante : 
forêts (58 %), terres arables (32,7 %), prairies (5,6 %), zones agricoles hétérogènes (2,8 %), zones urbanisées (0,9 %). L'évolution de l’occupation des sols de la commune et de ses infrastructures peut être observée sur les différentes représentations cartographiques du territoire : la carte de Cassini (XVIIIe siècle), la carte d'état-major (1820-1866) et les cartes ou photos aériennes de l'IGN pour la période actuelle (1950 à aujourd'hui).

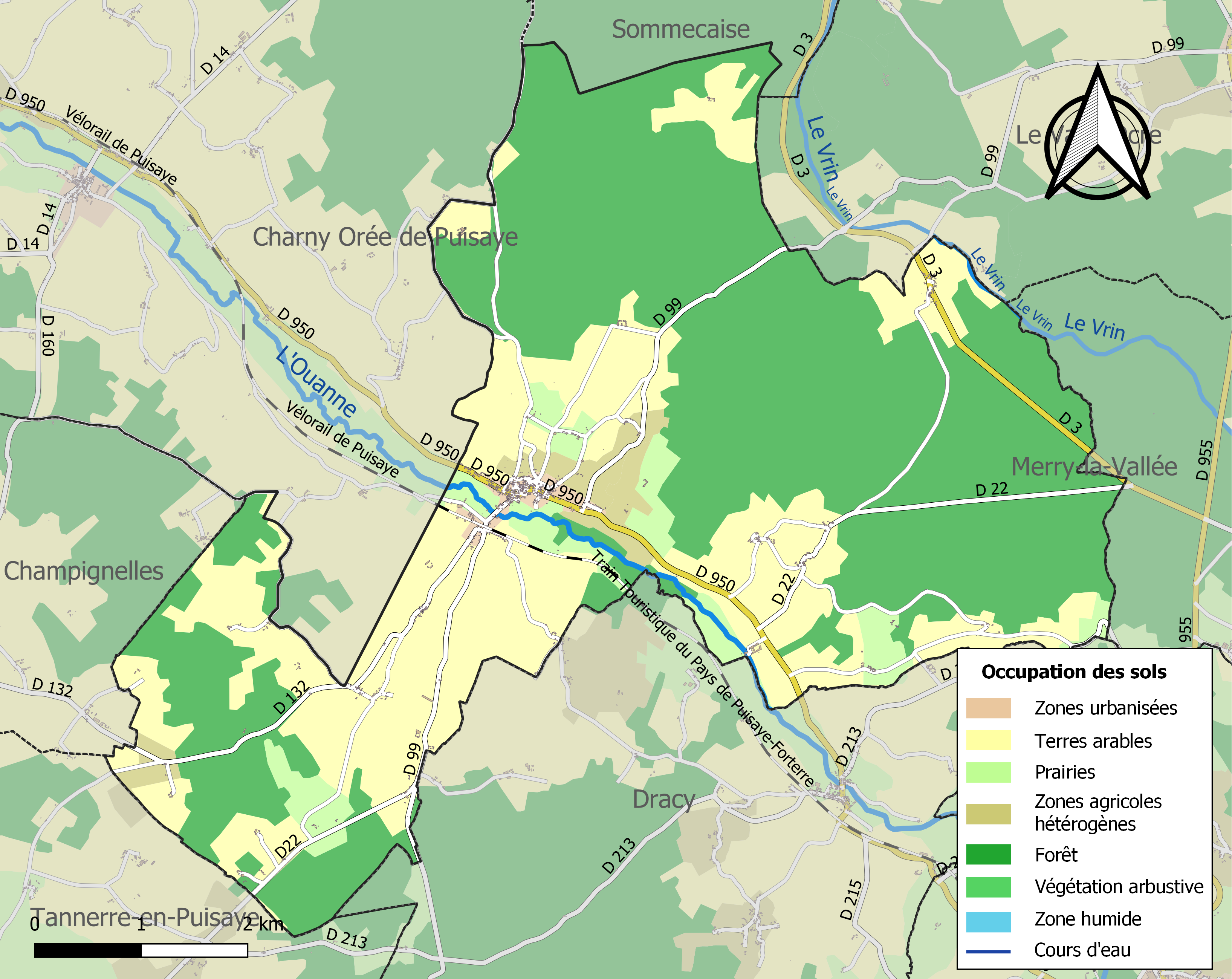
Carte des infrastructures et de l'occupation des sols de la commune en 2018 (CLC).

### Logement
En 2014, le nombre total de logements dans la commune était de 384 (dont 95,8 % de maisons et 3,4 % d’appartements).
Parmi ces logements, 60,5 %  étaient des résidences principales, 29,1 %  des résidences secondaires et 10,5 %  des logements vacants.
La part des ménages propriétaires de leur résidence principale s’élevait à 74,3 % contre 21,3 % de locataires. La part de logements HLM loués vides (logements sociaux) était de 3,5 %.

## Toponymie
D'après une étude menée par André Bourgeois, instituteur et écrivain du village, « le nom viendrait du latin villici qui signifie fermiers. En 975, Villiers ajouta à son nom celui de Saint-Benoît, lorsque les moines de Saint-Benoît-sur-Loire devinrent propriétaires du sol » et ce jusqu'à la Révolution française de 1789. Villaris est citée en 975 (Gallia Christiana, VIII, paroisse du diocèse d'Orléans, cal 485). En 1170, le lieu est enregistré sous le vocable Sancti Benedicti Villa (cartulaire général de l'Yonne, II, 213). Saint Benoît s'identifie à Benoît de Nursie (480-550). Dr. Irali Jean-Pierre, ethnologue.
Au cours de la Révolution française, la commune fut provisoirement renommée Villiers-sur-Ouanne.

## Histoire
Son activité métallurgique très importante dans l'Antiquité a laissé des traces dans le paysage : le principal ferrier de  Villiers-Saint-Benoît, avec celui de Dracy, Toucy et particulièrement Tannerre, sont les plus grands de la Puisaye, - le ferrier antique de Tannerre-en-Puisaye étant un des plus grands d'Europe. Le lieu-dit le Haut Ferrier se trouve dans le massif boisé au nord de la commune. La rue des Ferriers est à 50 m à l'est de l'église.
Le 1er juillet 1972, La Villotte est rattachée à Villiers-Saint-Benoît sous le régime de la fusion-association.

## Politique et administration
| Période                                  | Période                     | Identité           | Étiquette | Qualité |
| ---------------------------------------- | --------------------------- | ------------------ | --------- | ------- |
| Les données manquantes sont à compléter. |                             |                    |           |         |
| 1882                                     | 1904                        | Achille Bénard     |           |         |
| 1904                                     | 1906                        | Émile Gallet       |           |         |
| 1906                                     | 1912                        | Georges Moreau     |           |         |
| 1912                                     | 1922                        | Arsène Guillard    |           |         |
| 1922                                     | 1925                        | Sosthème Heudebert |           |         |
| 1925                                     | 1938                        | Gustave Picot      |           |         |
| 1938                                     | 1944                        | Méry Millot        |           |         |
| 2008                                     | mars 2014                   | François Dugay     |           |         |
| mars 2014                                | En cours (au 30 avril 2014) | Patrick Buttner    |           |         |

## Démographie
L'évolution du nombre d'habitants est connue à travers les recensements de la population effectués dans la commune depuis 1793. Pour les communes de moins de 10 000 habitants, une enquête de recensement portant sur toute la population est réalisée tous les cinq ans, les populations de référence des années intermédiaires étant quant à elles estimées par interpolation ou extrapolation. Pour la commune, le premier recensement exhaustif entrant dans le cadre du nouveau dispositif a été réalisé en 2008.

En 2022, la commune comptait 433 habitants, en évolution de −13,23 % par rapport à 2016 (Yonne : −1,95 %, France hors Mayotte : +2,11 %).
| 1793 | 1800 | 1806 | 1821 | 1831 | 1836 | 1841 | 1846  | 1851 |
| ---- | ---- | ---- | ---- | ---- | ---- | ---- | ----- | ---- |
| 876  | 881  | 845  | 646  | 830  | 919  | 961  | 1 050 | 993  |

| 1856 | 1861  | 1866  | 1872 | 1876  | 1881  | 1886  | 1891 | 1896 |
| ---- | ----- | ----- | ---- | ----- | ----- | ----- | ---- | ---- |
| 969  | 1 042 | 1 035 | 982  | 1 005 | 1 003 | 1 020 | 980  | 977  |

| 1901 | 1906 | 1911 | 1921 | 1926 | 1931 | 1936 | 1946 | 1954 |
| ---- | ---- | ---- | ---- | ---- | ---- | ---- | ---- | ---- |
| 921  | 919  | 898  | 738  | 777  | 710  | 666  | 614  | 593  |

| 1962 | 1968 | 1975 | 1982 | 1990 | 1999 | 2006 | 2008 | 2013 |
| ---- | ---- | ---- | ---- | ---- | ---- | ---- | ---- | ---- |
| 551  | 521  | 527  | 434  | 430  | 429  | 498  | 518  | 511  |

| 2018 | 2022 | - | - | - | - | - | - | - |
| ---- | ---- | - | - | - | - | - | - | - |
| 454  | 433  | - | - | - | - | - | - | - |

## Économie

### Revenus de la population et fiscalité
Le nombre de ménages fiscaux en 2013 était de 209 représentant 458 personnes et la médiane du revenu disponible par unité de consommation  de 18 932 €.

### Emploi
En 2014, le nombre total d’emploi dans la zone était de 65, occupant 187 actifs résidants (salariés et non salariés) .
Le taux d’activité de la population âgée de 15 à 64 ans s'élevait à  74,3 % contre un taux de chômage (au sens du recensement) de 15,2 %. Les inactifs se répartissent de la façon suivante : étudiants et stagiaires non rémunérés 6,5 %, retraités ou préretraités 10,3 %, autres inactifs 8,9 %.

### Entreprises et commerces
En 2015, le nombre d’établissements actifs était de 33 dont cinq dans l’agriculture-sylviculture-pêche, quatre dans l'industrie, neuf dans la construction, dix dans le commerce-transports-services divers et cinq étaient relatifs au secteur administratif.
Cette même année, 1 entreprise a été créée.

## Culture locale et patrimoine
Villiers-Saint-Benoît a été labellisée Cité de Caractère de Bourgogne-Franche-Comté en 2018.

### Lieux et monuments

#### Église paroissiale

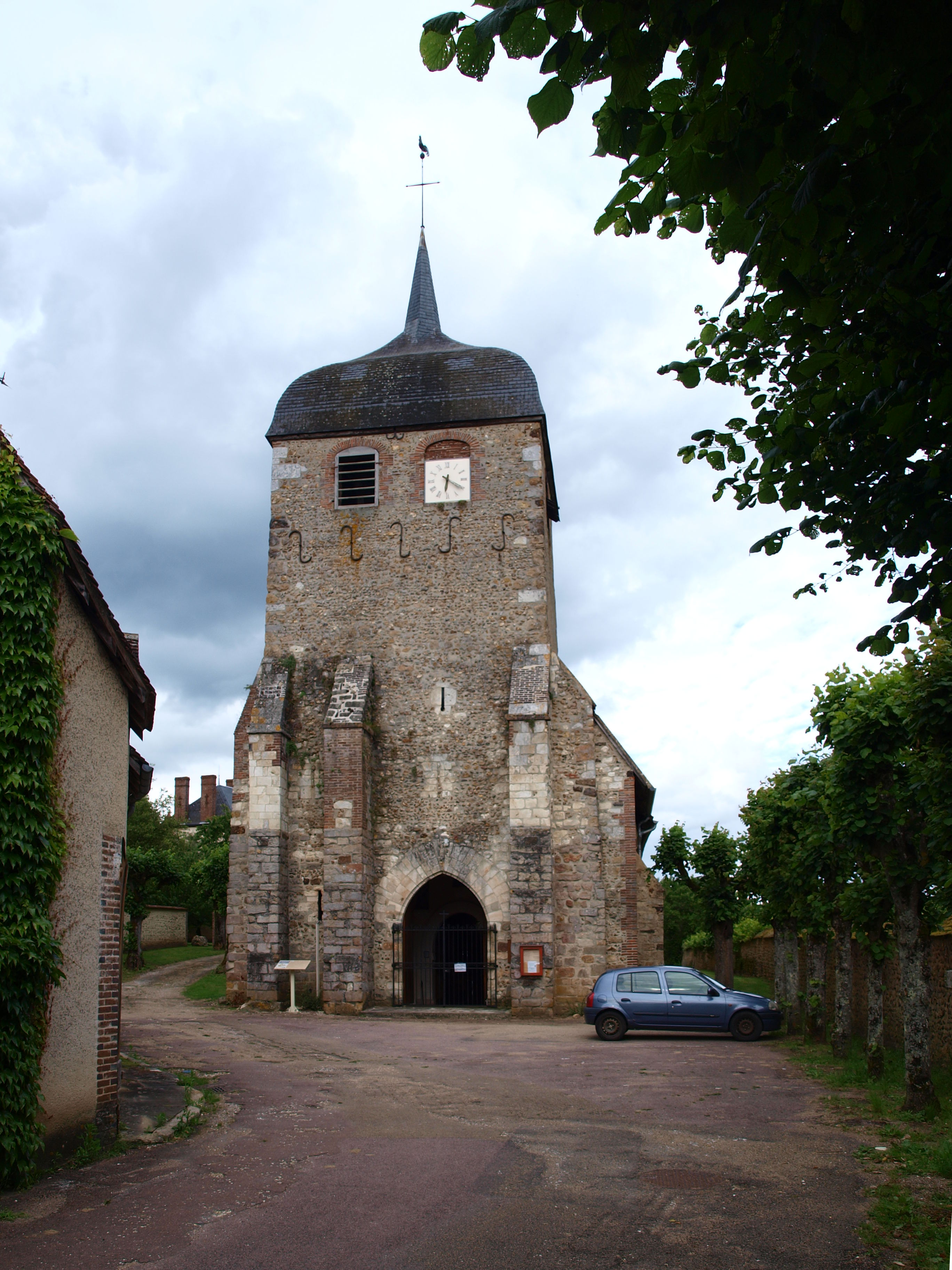
Église Saint-Benoît,
façade ouest.

L'église Saint-Benoît a été construite sur l'emplacement d'une chapelle mi-carolingienne, mi-romane du Xe siècle. Elle date essentiellement du XIIIe siècle.
Elle est ornée d'un certain nombre de fresques de la fin du XVe ou du début du XVIe siècle, classées Monuments historiques le 6 novembre 1909,.

### Musée
Le Musée d'art et d'histoire de Puisaye est installé dans une demeure bourgeoise reliée à une extension moderne. Ses collections permanentes sont organisées selon les axes suivants :
Histoire de la faïence et du grès de Puisaye aux XVIIIe et XIXe siècles ;
Créations céramiques contemporaines ;
Reconstitutions : cuisine bourgeoise poyaudine, cabinet d'érudit du XIXe siècle ;
Sculptures du XIIe au XVIe siècle.
Le musée propose également des expositions temporaires et des animations.

### Patrimoine naturel
La commune inclut trois zones naturelles d'intérêt écologique, faunistique et floristique (ZNIEFF) :
- ZNIEFF des étangs, prairies et forêts du Gâtinais sud oriental[30],[31].  L'habitat particulièrement visé par cette ZNIEFF est fait d'eaux douces stagnantes ; les autres habitats inclus dans la zone sont des eaux courantes, des prairies humides et mégaphorbiaies, et des bois ;
- ZNIEFF de la vallée de l'Ouanne de Toucy à Douchy[32]. Cette ZNIEFF vise particulièrement les habitats d'eaux courantes, mais on y trouve aussi des tourbières et marais, des prairies améliorées, des cultures et des bocages ;
- ZNIEFF de la prairie de fauche en vallée de Maurepas et bois voisin de la Faïencerie, soit 183 ha de prairies améliorées et de cultures, comprenant aussi des eaux courantes, des prairies humides et mégaphorbiaies, du bocage et des bois. Cette ZNIEFF s'étend sur les communes de Dracy, Merry-la-Vallée, Toucy et Villiers-Saint-Benoit[33].

### Train touristique

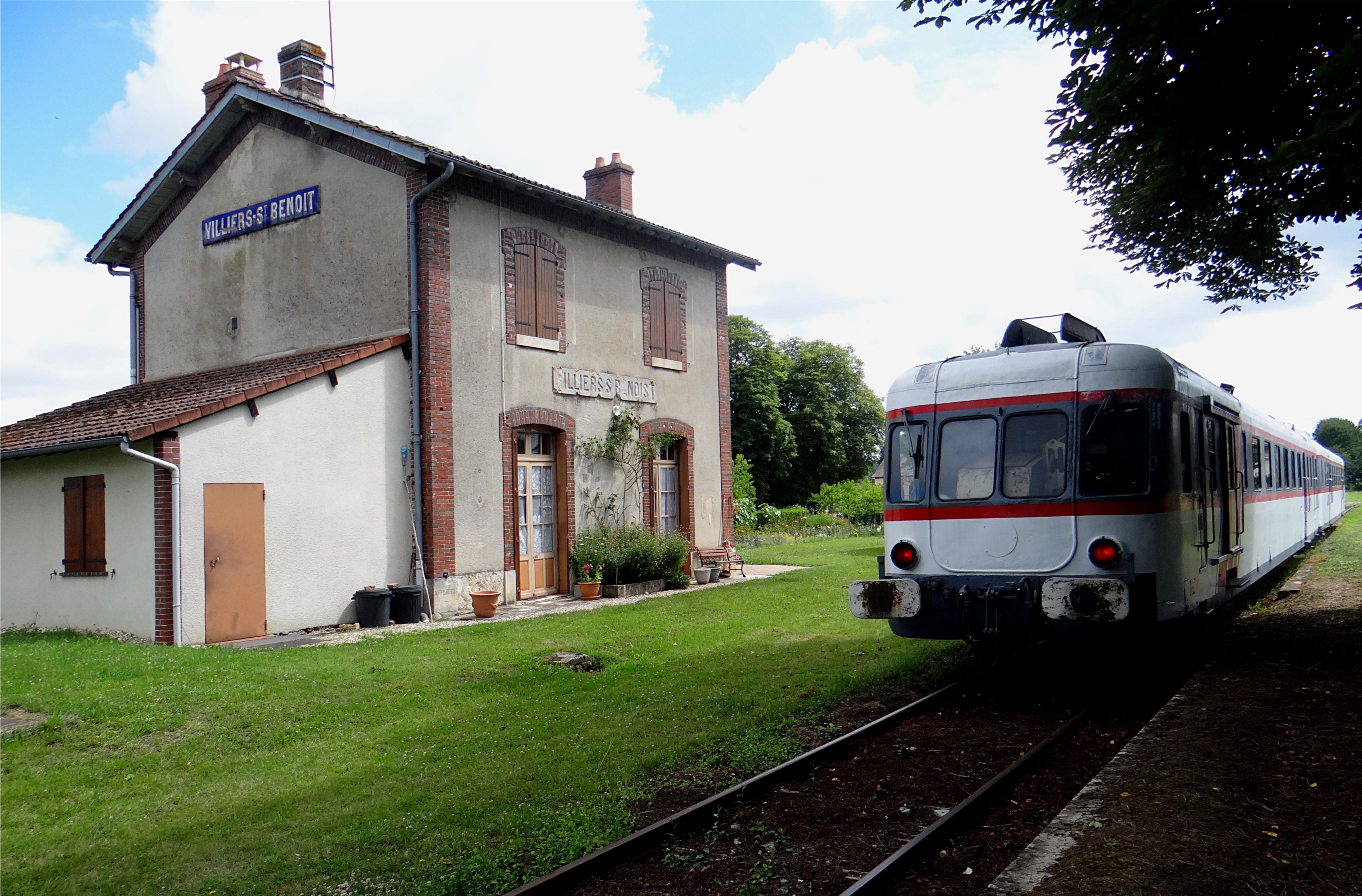
Gare de Villiers-Saint-Benoît et le train touristique.

Le Train Touristique de Puisaye-Forterre relie Villiers-Saint-Benoit au Four à poterie de Moutiers-la-Bâtisse (près de Moutiers-en-Puisaye) en passant par Toucy, sur l'ancienne ligne SNCF déclassée. Il partage son parcours avec le plus long cyclorail de France, le vélorail de Puisaye.

### Personnalités liées à la commune
- Paul Émile Huillard (1875-1966), architecte-décorateur, fondateur du Musée d'art régional de Villiers-Saint-Benoît
- Augustin Boyer (1821-1896), auteur et associé de l'éditeur Pierre Larousse.
- Georges Moreau, codirecteur de la Librairie Larousse.
- Mort Shuman (1938-1991), chanteur, a épousé Élisabeth Moreau à Villiers-Saint-Benoit le 1er octobre 1974.

### Héraldique
| Blason de Villiers-Saint-Benoît | Blason  | D'argent au pairle de gueules, à une crosse d'or brochante ; sur le tout, d'azur à une crosse d'or, accosté de deux bosquets au naturel brochant partiellement sur l'écusson. |
| Blason de Villiers-Saint-Benoît | Détails | Le statut officiel du blason reste à déterminer. |

## Pour approfondir